# Seleção Bósnia de Rugby Union
A Seleção Bósnia de Rugby Union é a equipe que representa a Bósnia e Herzegovina em competições internacionais de Rugby Union.

## Ligações Externas
- http://rugbydata.com/bosniaandherzegovina